# 너라서 좋아
《너라서 좋아》는 2012년 9월 3일부터 이듬해 2월 15일까지 방영되었던 SBS 아침연속극이었다.

## 개요
저마다의 다른 가치관을 가진 여고 동창생이 재회하면서 서로 다른 삶의 애환과 우정을 그린 드라마

## 등장인물

### 주요 인물
- 윤해영(강진주) :  (아역 : 허정은) - 천명한 전부인, 전업주부
- 이재황(서지환) : 회사 본부장, 수빈 전남편
- 박혁권(천명한) :  강진주 전남편, 수빈 내연남
- 윤지민(양수빈 / 양수지) : 진주&공자 고등학교 차구, 명한의 내연녀

### 그 외 인물
- 라미란(윤공자) : 강진주와 양수빈의 고등학교 친구
- 권재환(기세남)
- 송옥숙(마주희)
- 유지인(구애랑) : 천명한 어머니, 강진주 시어머니
- 최다인(천은별) : 천명한&강진주 딸
- 전진서(서태양)
- 안석환(잭블랙)
- 이종남(나정자 여사) : 윤공자 엄마
- 조희봉(마도요)
- 윤서현(김강산)
- 강기화(엄혜라)
- 한설아(김소진)
- 배성우(한제비)
- 하동준(신 변호사)
- 이창직(송 회장)
- 문학진(주민)
- 유지연(제니)

## 경쟁 프로그램
- 사랑아 사랑아
- 삼생이 (KBS2)
- 천사의 선택
- 사랑했나봐 (MBC)
- 유리 가면 (TvN)